# Världens första medborgare
Världens första medborgare är ett facklitterärt verk av Tomas Lappalainen som gavs ut i september 2017 och presenteras som en bok om stadsstatens och demokratins uppkomst i det antika Grekland. Lappalainen drar paralleller till sina tidigare utforskningar av olika maffiaorganisationer och ser möjligheten att förstå verkligheten för de antika grekerna utifrån samma idéer om relationen mellan heder och våld. I fallet med maffian var våldsmonopolet svagt på grund av misstro mot staten; i det tidiga Grekland för att det inte var etablerat. Det bäddar för ett system byggt på beskydd och favörer för den som är kapabel till våld, oavsett om han är mafioso eller grekisk storman.
Lappalainen menar att demokratins uppkomst primärt skedde av ren nödvändighet och inte som en genomtänkt process för att uppnå alla de sekundära positiva konsekvenserna som senare uppstod. En huvudhypotes i boken är att idébildningen kring stadsstaternas framkomst har fokuserat på behovet av beskydd mot yttre fiender och inte i tillräcklig grad på vikten av skydd mot inre stridigheter. Liksom vendettan för maffian riskerar överdrivet fokus på upprättelse genom hämnd att slita sönder statsbildningen. Boken påpekar också att statsbildningen började i kolonierna, där behovet av en nattväktarstat kan ha varit större eftersom klanstrukturerna inte var lika traditionstyngda och därför svagare.
Olika metoder används i boken för att underbygga teorierna. Etymologiska studier av klassisk grekiska används för att försöka förstå hur ord som beskriver auktoritet och makt i bland annat Iliaden och Odysséen hänger ihop med förödmjukande av andra och användandet av våld. Språkets och berättelsernas innehåll kopplas också ihop med behovet av upprättelse och maktdemonstration genom hämnd. Övergången från bronsålder till järnålder anses också kunna ha inverkat på stadsbildningen genom att ge fler möjlighet att beväpna sig. I takt med att statsbildningen går framåt föreslås att våldsutövning gradvis, inte bara regleras genom lagar och sedvänjor, utan genom vittgående kulturella förändringar med ökat fokus på ord och symbolhandlingar. När konfliktresolutionen sker i domstolar, på agoran och sportarenor föreslås betydelsen av och fokus kring våldsutövning inom det egna samhället minska.